# Jean-Hilaire Aubame
Jean-Hilaire Aubame (Libreville, 10 de novembre de 1912 - Libreville, 16 d'agost de 1989) va ser un polític gabonès actiu tant en el període colonial com en el de la independència. El periodista francès Pierre Péan va dir que la formació d'Aubame "com a catòlic practicant i funcionari de duanes va contribuir a convertir-ho en un home integrat, en el qual el poder polític no era una fi en si mateix".